# Gabriela Michetti
Marta Gabriela Michetti (Laprida, 28 maggio 1965) è una politica argentina, esponente di Proposta Repubblicana e vicepresidente dell'Argentina dal 2015 al 2019.

## Biografia
Dal 2007 al 2009 ha ricoperto l'incarico di vice-sindaco di Buenos Aires, entrando a far parte dell'amministrazione guidata dal sindaco Mauricio Macri.
È stata deputata dal 2009 al 2013, quando è stata eletta al Senato.
In occasione delle elezioni presidenziali del 2015 è eletta Vicepresidente, con Macri candidato alla carica di Presidente. Entrambe le candidature sono state sostenute dalla coalizione Cambiemos, comprendente Proposta Repubblicana, Unione Civica Radicale e Coalizione Civica ARI.
L'esponente politica ha ascendenze italiane: la famiglia del padre era originaria di Macerata, mentre i familiari da parte materna provenivano dalla Lombardia. È anche familiare del ex presidente dell'Argentina Arturo Umberto Illia.